# An Xin-ya
An Xin-ya (traditionell kinesiska: 安心亞; förenklad kinesiska: 安心亚; pinyin: SĀn Xīnyà), född 18 september 1985, är en taiwanesisk skådespelare och sångerska.

## Filmografi

### TV-serier (urval)
- Moonlight Romance (IQIYI, 2019)
- Hello Again! (TTV, 2019)
- What She Put on the Table (TTV, 2017)
- Prince Of Wolf (TTV, 2016)
- A Good Day (CTS, 2016, ep1)
- To the Dearest Intruder (TTV, 2015)
- Apple In Your Eye (TTV, 2014)
- Love SOS (CTV, 2013)
- Zhong Wu Yen (TTV, 2010)
- Love Buffet (FTV, 2010)
- Fan Tuan Zhi Jia (TTV, 2010)